# Pietroasa (Timiș)

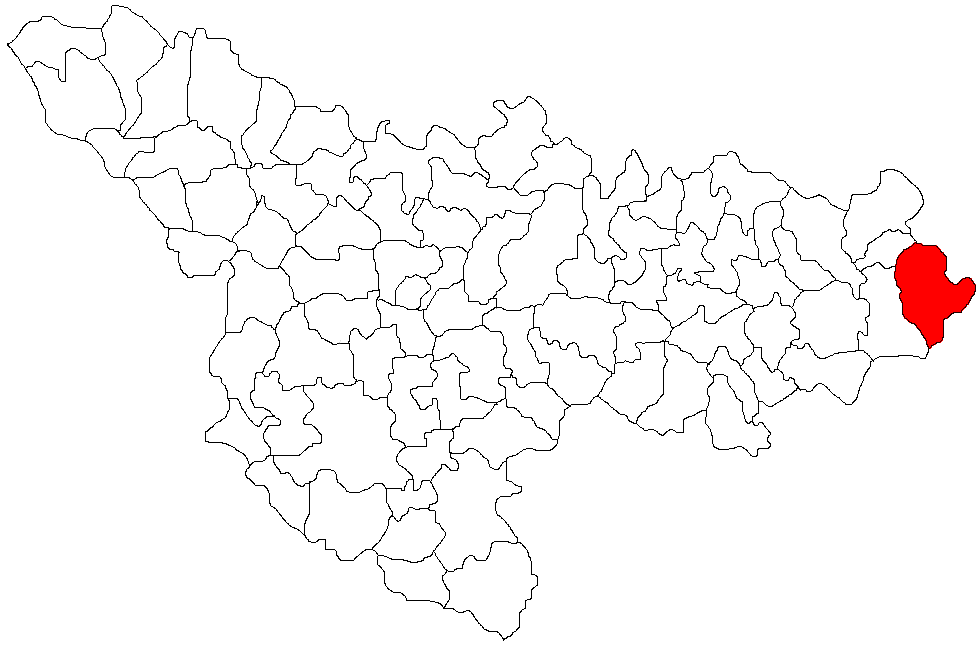
Lage der Gemeinde Pietroasa im Kreis Timiș

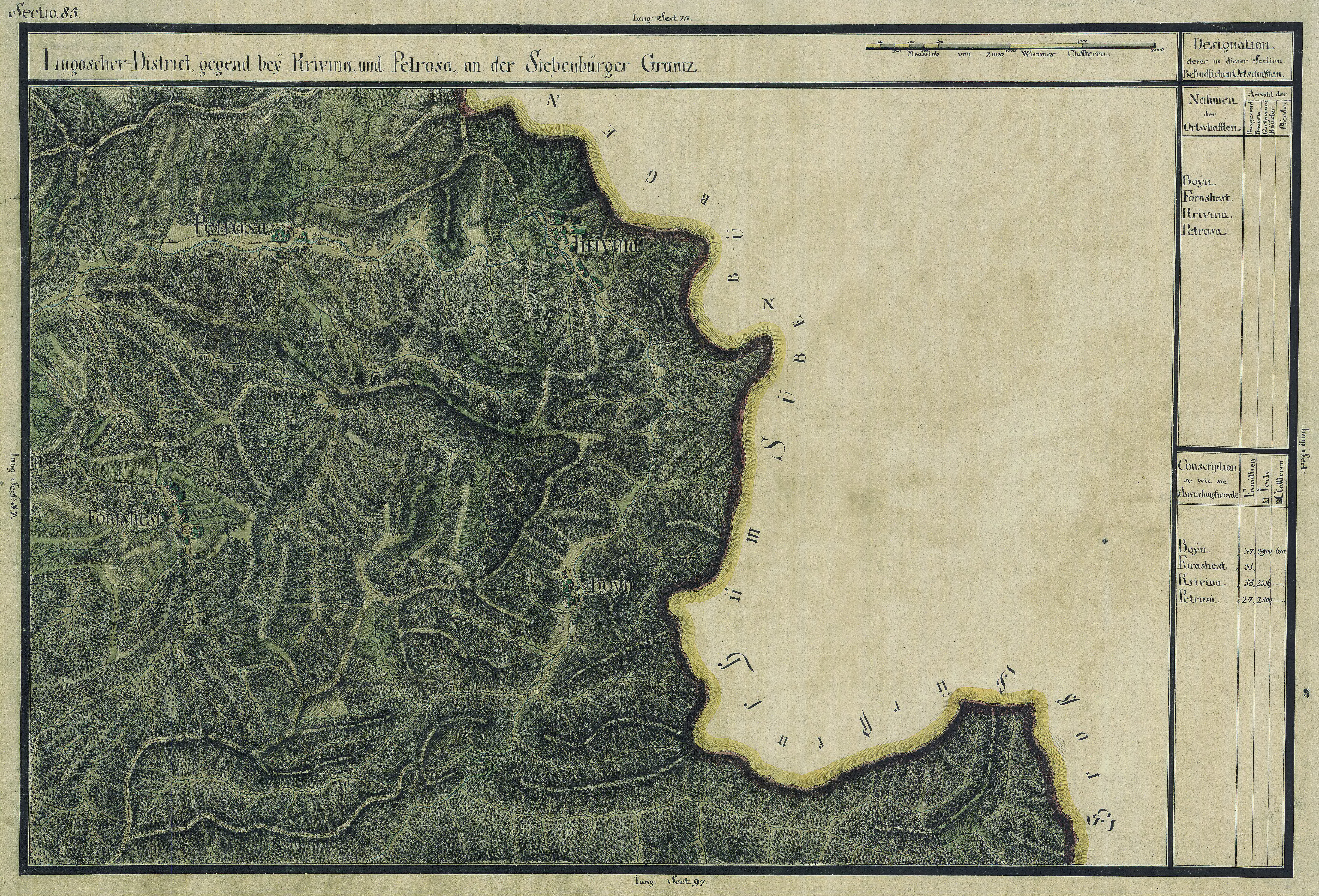
Pietroasa auf der Josephinischen Landaufnahme (1769–1772)

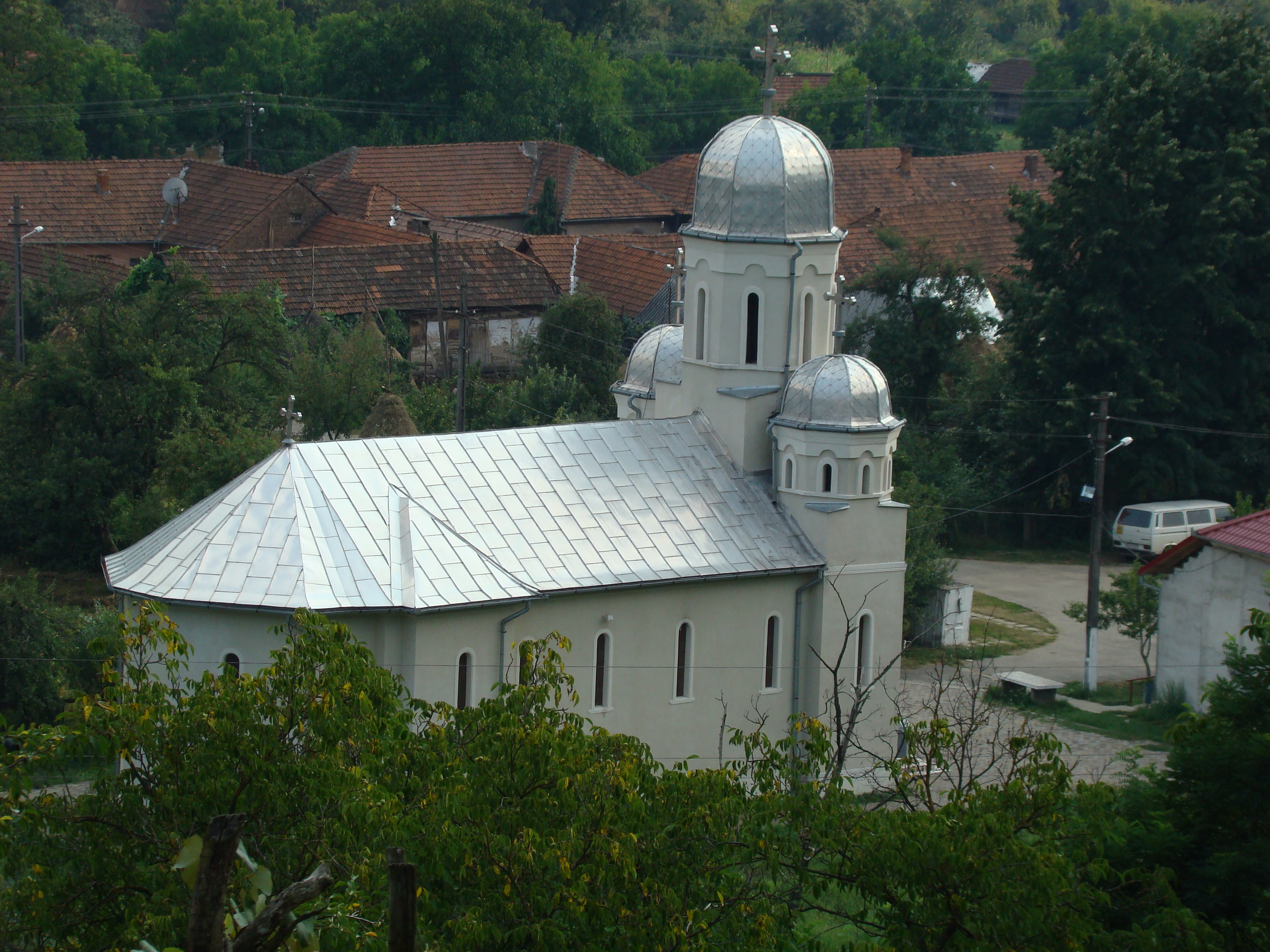
Holzkirche in Pietroasa

Pietroasa (ungarisch Kőfalu) ist eine Gemeinde im Kreis Timiș, in der Region Banat, im Südwesten Rumäniens. Zur Gemeinde Pietroasa gehören auch die Dörfer Crivina de Sus, Fărășești und Poieni.

## Geografische Lage
Pietroasa liegt im Osten des Kreises Timiș, am Fuße des Poiana-Ruscă-Gebirges, dicht an der Grenze zum Kreis Hunedoara. Pietroasa ist 28 Kilometer von Făget und 122 von der Kreishauptstadt Timișoara entfernt. Die Entfernung zu Deva, der Hauptstadt des Kreises Hunedoara, beträgt 78 Kilometer. Pietroasa befindet sich an den Nationalstraßen DN6 und DN 68A sowie an der Kreisstraße DJ 684.

## Nachbarorte
| Coșava  | Coșevița                                    | Ohaba          |
| Curtea  | Kompassrose, die auf Nachbargemeinden zeigt | Lăpugiu de Sus |
| Tomești | Fărășești                                   | Poieni         |

## Geschichte
Pietroasa wurde 1514–1516 erstmals urkundlich erwähnt, als es im Besitz von Georg von Brandenburg-Ansbach war und zum Distrikt Margina im Kreis Hunedoara gehörte. 1597 schenkte Sigismund Báthory die Siedlung Petroza Stefan Török. Ab 1612 gehörte das Gut der Familie Gabriel Bethlen.
Zur Zeit der Josephinischen Landaufnahme von 1717, hieß der Ort Petrovaz, hatte 15 Häuser und gehörte zum Distrikt Făget. Nach dem Frieden von Passarowitz (1718), als das Banat eine Krondomäne der Habsburgermonarchie wurde, taucht der Ort unter der Bezeichnung Petrossa auf.
1779 wurde die Holzkirche erbaut, die heute unter Denkmalschutz steht. Die Kirche ist aus Eichenbalken in Form eines Bootes gebaut.
Infolge des Österreichisch-Ungarischen Ausgleichs (1867) wurde das Banat dem Königreich Ungarn innerhalb der Doppelmonarchie Österreich-Ungarn angegliedert. Die amtliche Ortsbezeichnung war Kőfalu.
Der Vertrag von Trianon am 4. Juni 1920 hatte die Dreiteilung des Banats zur Folge, wodurch Pietroasa  an das Königreich Rumänien fiel.

## Demografie
Die Bevölkerungsentwicklung der Gemeinde Pietroasa:
| 1880 | 1817 | 1737 | 30 | 39 | 11 |
| 1910 | 2208 | 2083 | 65 | 16 | 44 |
| 1930 | 1942 | 1920 | 8  | 11 | 3  |
| 1977 | 1412 | 1411 | -  | -  | 1  |
| 2002 | 1174 | 1173 | -  | -  | 1  |
| 2021 | 1012 | 920  | -  | -  | 92 |